# Resorts World Las Vegas
Resorts World Las Vegas är ett  kasino och hotell som ligger utmed gatan The Strip i Winchester, Nevada i USA. Det ägs av det malaysiska Genting Group. Hotellet har 6 583 hotellrum. Komplexet invigdes 24 juni 2021.
2007 beslutade Boyd Gaming om att riva kasinot Stardust Resort and Casino i syfte att uppföra ett nytt med namnet Echelon Place, byggprojektet att uppföra Echelon verkställdes dock aldrig på grund av den globala finanskrisen. Tomten stod orörd fram till den 4 mars 2013 när Genting köpte den för $350 miljoner. Det som Boyd Gaming hade byggt upp till byggstoppet återanvändes och är basen i det nya kasinot som Genting bygger. Det var meningen att det skulle starta 2014 och vara klart 2016–2017 till en kostnad på $4 miljarder, men de fick flytta fram byggstarten med ett år och där de förutspådde att det skulle vara klart i mitten av 2018. I februari 2016 hade det inte byggts mycket på kasinot och det börjades ifrågasättas om det ens skulle bli klart, Genting svarade med att det berodde på förseningar och att valutan ringgit hade fallit i värde därav sämre kassaflöde inom företaget. Bygget återupptogs i mars 2018 och där invigningen ska ske 2020. Budgeten för bygget har skjutits i höjden och rapporteras vara på $7,2 miljarder.